# 扶轮螺
扶轮螺（学名：Stellaria solaris）是缀壳螺科扶轮螺属的一种。

## 分佈
主要分布于新加坡、马来西亚、印度尼西亚、中国大陆、台湾，常栖息在潮下带。

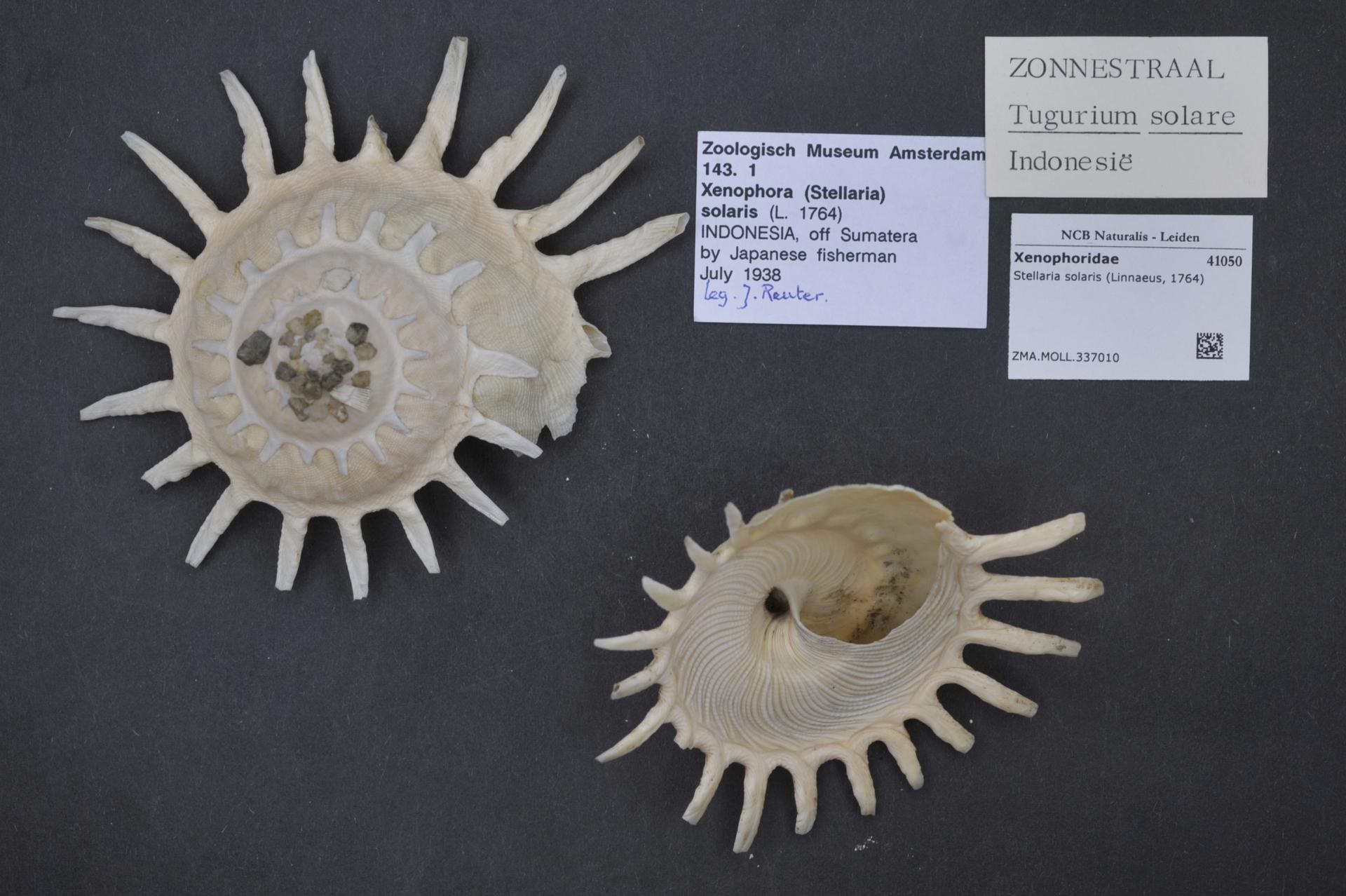
Stellaria solaris (Linnaeus, 1764), 博物館の標本